# Hansamu Yama Pranata
Hansamu Yama Pranata, né le 16 janvier 1995 à Mojokerto, est un footballeur international indonésien qui évolue au poste de défenseur central au Persija Jakarta.

## Biographie

### En club
Le 21 octobre 2014, Hansamu signe un contrat de trois ans avec le Barito Putera pour débuter avant le championnat d'Indonésie 2015 (en).
En janvier 2019, la direction de Barito Putera annoncé qu'il ne renouvellerait pas son contrat pour la saison prochaine, pour des raisons familiales, il déménagerait à Mojokerto, car il épouserait sa petite amie.
Le 16 janvier 2019, il signe un contrat d'un an avec Persebaya Surabaya pour un transfert gratuit.
Le 27 mars 2020, la saison est arrêtée en raison de la pandémie de Covid-19 en Indonésie.
Le 5 mai 2021, il signe un contrat d'un an avec le Bhayangkara FC pour débuter avant le championnat d'Indonésie 2022.
Il signe pour Persija Jakarta pour jouer en championnat d'Indonésie de football lors de la saison 2022-23.

## Palmarès

### En sélection
Indonésie
- Championnat d'Asie du Sud-Est :
  - Finaliste : 2016.